# 부장관 (조선)
부장관(府長官)은 1894년 갑오개혁의 후속 조치로 1895년 6월 18일(음력 5월 26일) 조선의 지방 행정 체제 개편 당시에 조선의 지방을 8도제에서 23부제로 개편하며 이십삼부에 파견한 조선의 고위급 직책이다. 관찰사(觀察使), 단련사(團練使), 도단련사(都團練使), 자사, 안렴사, 감사(監司)·방백(方伯)·도백(道伯) 등으로 불렸는데, 이십삼부제의 실시로 부장관(府長官)으로 고쳐 부르게 되었으며, 오늘날의 도지사와 같다. 중앙의 명령에 따라 각 부를 통할하였지만, 관할 부에 속한 군에 대해서는 행정·사법·군사·치안 등 포괄적인 책임권을 가지고 사법권·징세권 등을 행사하여 지방 행정에서는 절대적인 권력을 가졌다.

## 지방 행정 각 부장관
- 한성부장관
- 인천부장관
- 충주부장관
- 홍주부장관
- 공주부장관
- 전주부장관
- 남원부장관
- 나주부장관
- 제주부장관
- 진주부장관
- 동래부장관
- 대구부장관
- 안동부장관
- 강릉부장관
- 춘천부장관
- 개성부장관
- 해주부장관
- 평양부장관
- 의주부장관
- 강계부장관
- 함흥부장관
- 갑산부장관
- 경성부장관

## 같이 보기
- 이십삼부